# PewDiePie
Felix Arvid Ulf Kjellberg (/ˈʃɛlbɜːrɡ/; SHEL-burg, sueco: [ˈfěːlɪks ˈǎrːvɪd ɵlf ˈɕɛ̂lːbærj]; (Gotemburgo, 24 de outubro de 1989), mais conhecido sob o apelido online PewDiePie (/ˈpjuːdiːpaɪ/; PEW-dee-py), é um youtuber sueco conhecido por seus vídeos cômicos. A popularidade de Kjellberg no YouTube e a extensa cobertura da mídia o tornaram uma das personalidades e criadores de conteúdo online mais notáveis. Ele tem sido retratado na mídia como um representante do YouTube, especialmente no gênero de games, sendo pioneiro nos vídeos de Let's Play (Vamos jogar, em português).
Felix Kjellberg originalmente procurou se graduar na Universidade Técnica Chalmers. Em 2010, durante seus estudos, criou o canal PewDiePie no Youtube. No ano seguinte, deixou a universidade para focar nos vídeos, para muito desgosto de seus pais. Sem o apoio deles, Felix começou a trabalhar num carrinho de cachorro-quente para financiar seus vídeos e logo começou a reunir um número rapidamente crescente de seguidores online. Em 2012, seu canal ultrapassou 1 milhão de inscritos.
Desde 15 de agosto de 2013, o canal PewDiePie se tornou o canal com mais inscritos no Youtube, sendo brevemente ultrapassado em novembro e dezembro de 2013 pelo canal Spotlight do Youtube. Mantendo a posição desde 22 de dezembro de 2013, o canal alcançou mais de 51 milhões de inscritos em dezembro de 2016, tornando-se o primeiro canal do mundo a receber a Placa de Rubi. Seu mais recente recorde foi em 10 de janeiro de 2018 quando ele chegou aos 70 milhões de inscritos. Em Julho de 2014, o canal ultrapassou RihannaVEVO para se tornar o canal com mais visualizações de todos os tempos e, a partir de dezembro de 2016, o canal recebeu mais de 14 bilhões de visualizações de vídeos.

## Biografia
PewDiePie, nascido Felix Arvid Ulf Kjellberg, cresceu em Gotemburgo, Suécia. Ele é filho de Lotta Kristine Johanna (nascida em 7 de Maio de 1958) e Ulf Christian Kjellberg (nascido em 8 de janeiro de 1957), e também cresceu com sua irmã, Fanny. Sua mãe Johanna, ex-diretora de TI da cadeia de lojas de roupas KappAhl, em 2010 foi nomeada a Chief Information Officer do ano na Suécia. Seu pai, Ulf, também é um diretor executivo de uma companhia. Em 2008, Felix se formou na Göteborgs Högre Samskola. Então procurou se graduar em Economia Industrial e Gerenciamento de Tecnologias na Universidade Técnica Chalmers, mas como não estava gostando do curso e o achando entediante, decidiu largar a faculdade, conseguindo um emprego vendendo cachorros-quentes. Sobre essa decisão, PewDiePie afirmou, "Pensando nisso agora, era totalmente absurdo. Para cursar economia industrial na Chalmers você precisa de notas altas, mas de alguma forma eu estava mais feliz vendendo cachorro-quente e fazendo meus próprios vídeos de jogos". PewDiePie casou-se em 2019 com a influencer italiana Marzia Bisogning. Felix teve um filho chamado Björn no dia 11 de julho de 2023, nascido no Japão. A informação foi divulgada com uma postagem do Instagram.

## Carreira

### Formato do canal
O canal de Kjellberg foca em seus comentários e reações a games variados enquanto os joga. Ele é conhecido pelas gameplays de terror e ação, sendo o Five Nights at Freddy's o mais notável. Em 2014, começou a jogar com mais frequência games que lhe interessavam, sendo de terror ou não. Seu canal também apoia desenvolvedores independentes de jogos, proporcionando a divulgação grátis do produto durante o gameplay e um incentivo significativo às vendas. Desde 2 de setembro de 2011 até 15 de outubro de 2016 eram postados vlogs nos quais o youtuber estabelecia uma proximidade com seus fãs. Estes vlogs eram intitulados "Fridays With PewDiePie". Tipicamente, ele encerrava seus vídeos com um "Brofist".
Atualmente seu quadro de maior sucesso é o "Meme Review", onde Felix avalia memes famosos da internet. Outros quadros são: "LWIAY", que apresenta as melhores postagens do SubReddit do canal; e "You Laugh You Lose", que se assemelha bastante com um dos quadros ditos anteriormente, porém é apresentado no formato de desafio, onde Felix tenta não rir de clipes enviados a ele.

### História
PewdiePie originalmente registrou uma conta no YouTube sob o nome "Pewdie"; o gamer explica que "pew" representa o som de lasers e "die" significa morte. Depois de esquecer a senha dessa conta, ele então criou o canal "PewDiePie" no Youtube em 29 de abril de 2010. Depois de sair da universidade Chalmers, seus pais se recusaram a apoiá-lo, e como consequência PewDiePie teve que financiar seus vídeos antigos trabalhando numa barraca de cachorro-quente. Sobre ter que trabalhar na barraca, PewDiePie disse, "o fato de eu poder fazer vídeos era bem mais importante para mim do que eu ter que passar algumas horas do dia fazendo um trabalho que não era tão prestigiado". Cinco anos depois, PewDiePie relembrou, "Eu sabia que pessoas eram grandes em outros tipos de vídeo, mas ninguém era grande em jogos, e eu não sabia se poderia obter dinheiro disso. Não parecia uma carreira que eu poderia sair da faculdade para seguir. Era apenas algo que eu amava fazer. E aqui nós estamos cinco anos depois e isso explodiu". Em dezembro de 2011, o canal de PewDiePie tinha por volta de 60 000 inscritos. Perto de quando seu canal tinha 700 000 inscritos, Kjellberg discursou durante a Nonick Conference 2012.
Em abril de 2013, o canal atingiu a marca de 5 milhões de inscritos, sendo noticiado pelo New York Times. Mais tarde, Kjellberg venceu o prêmio de "Most Popular Social Show", competindo contra Jenna Marbles, Smosh Smosh e Toby Turner, bem como o "Swedish Social Star Award", na inauguração da Starcount Social Stars Awards realizada em Maio de 2013, em Singapura. Ele também apresentou os nomeados a categoria "Most Popular Game" durante a transmissão ao vivo do show. Em julho de 2013, O canal "PewDiePie" ultrapassou Jenna Marbles e se tornou o segundo canal com mais inscritos no Youtube, com 10 milhões de inscritos. Em 2014 apenas, PewDiePie acumulou cerca de mais 14 milhões de novos inscritos e mais de 4,1 bilhões de visualizações de vídeos. O site tubefilter.com apresenta semanalmente e mensalmente listadas dos canais mais vistos do youtube, ao qual, comumente é cabeçada por PewdiePie.
Em lista publicada pela Revista Forbes em dezembro de 2017, PewDiePie aparece como o sexto youtuber mais bem pago do mundo, com um faturamento de R$ 39,7 milhões. Além de sua carreira no YouTube, ele fez aparições em dois episódios de South Park.
Em 2018, PewDiePie ultrapassou a marca dos 70 milhões de inscritos. Esse fato se deu por conta da disputa contra o canal indiano T-Series, que quase ultrapassou Felix em número de seguidores. Para que PewDiePie permanecesse como "rei" do YouTube, foi lançada a campanha "#subscribetopewdiepie" (também referida como "#savepewdiepie"), que alavancou o crescimento do canal do mesmo, chegando a ganhar 5 milhões de assinantes em apenas um mês. Para expandir seu alcance e convidar mais pessoas a se juntarem a seu movimento, Kjellberg lançou o single "Bitch Lasagna", que agora conta com mais de 200 milhões de acessos no YouTube.

### Outras aparições
Em dezembro de 2014, PewDiePie estrelou como convidado em dois episódios da 18.ª temporada de South Park, uma de suas séries favoritas. Os dois episódios serviram como um final de temporada de duas partes. A primeira parte, intitulada "#REHASH" estreou em 3 de dezembro, enquanto a segunda parte, intitulada "#HappyHolograms", estreou em 10 de dezembro. Neles, ele se parodiou junto com outros comentaristas Let's Play, do qual adicionou comentários no gameplay de Call of Duty de uma forma abertamente expressiva. Mesmo pelas curtas aparições, ele foi o centro das tramas. Ele apareceu em live-action, uma ocasião muito rara na série, sendo mostrado no canto da tela como em seus próprios vídeos do YouTube.

### 100 milhões de inscritos
PewDiePie foi o primeiro canal independente a chegar aos 100 milhões de inscritos, em agosto de 2019. Todavia, o primeiro canal a chegar aos 100 milhões de inscritos foi o canal T-Series, que é de uma gravadora indiana e produtora cinematográfica, em maio de 2019.

## Vídeo game e livro
Kjellberg tem aspirações de longa data em lançar seu próprio vídeo game, e em dezembro de 2014 ele revelou a seus fãs que ele estará colaborando com a Outerminds, uma companhia independente desenvolvedora de vídeo games canadense, para fazer um jogo temático do PewDiePie, pedindo ideias para seus inscritos.
Depois em abril de 2015, PewDiePie postou um vídeo do qual fora revelado que o jogo seria intitulado PewDiePie: Legend of the Brofist - um Jogo de plataforma 2D que inclui ele mesmo como um personagem jogável, seus pugs, e sua namorada Marzia como uma personagem jogável adicional. Colegas youtubers como CinnamonToastKen, JackSepticEye e Markiplier também aparecem como personagens no jogo. O jogo inclui referências aos personagens e piadas internas dos vídeos do PewDiePie no YouTube, como barris, lobos e os Illuminati. O jogo foi lançado em 24 de Setembro de 2015 em aparelhos iOS, Android, e provavelmente para PC. O design e a jogabilidade são baseados num jogo indie anterior chamado PewDiePie's Paradise Island também feito pela Outerminds e jogado pelo próprio PewDiePie. Ele também tem seu simulador PewDiePie Tuber Simulator.
Em junho de 2015, foi anunciado que Kjellberg iria ter um livro intitulado This Book Loves You, publicado pela Penguin Group's Razorbill. O livro é uma coleção de aforismos, piadas negras, e sabedoria emparelhados com visuais.